# Bright Food
Bright Food ou Guangming est un conglomérat chinois basé à Shanghai présent principalement dans l'agroalimentaire.

## Histoire
Bright Food est fondé en 2006. En juillet 2010, Bright Food acquiert 51 % de Synlait, une entreprise néo-zélandaise de produits laitiers, pour 58 millions de dollars. En août 2011, Bright Food achète 75 % de Manassen Foods pour 530 millions de dollars australiens
En mai 2012, Bright Food acquiert pour 720 millions de livre, 60 % de Weetabix Limited qui commercialise les paquets de céréales éponymes. En juin 2012, Bright Food a fait l'acquisition du négociant bordelais Diva Bordeaux, ce qui a constitué le premier rachat d'une PME française par un groupe d'État chinois.
En janvier 2014, Bright Food acquiert, via sa filiale Manassen Foods, l'entreprise australienne de produits laitiers Mundella. En mai 2014, Bright Food acquiert 56 % de l'entreprise israélienne Tnuva, pour 960 millions de dollars.
En octobre 2014, Bright Food acquiert une participation majoritaire dans Salov, une entreprise italienne d'huile d'olive, pour un montant inconnu.
En avril 2017, Bright Food annonce vendre sa participation de 60 % dans Weetabix à Post Foods pour 1,4 milliard de livres.

## Activité
Le groupe est présent sur une large palette d'activités agroalimentaire, il produit et possède des marques de céréales, de produits laitiers, de viandes, d'alcools, de produits transformés, etc. De plus, le groupe est présent tant en aval qu'en amont de la filière agroalimentaire, il possède ainsi des activités de grandes distributions, mais aussi des activités logistique et immobilière. Dans la distribution, le groupe possède les marques de magasins Nonggongshang (NGS), Kedi, Haode, Shiji lianhua ou encore Shiji lianhua.
Le groupe possède des exploitations agricoles de tailles importantes dans la municipalité de Shanghai, le long du littoral dans des terrains en terre-plein notamment dans le xian de Chongming et les districts de Jinshan, de Pudong et de Fengxian. En plus de ces implantations autour de la mégapole, le groupe possède une majorité de ses exploitations dans le reste du pays.